# Vretenac

Vretenac (dugorepac, lat. Trachyrincus scabrus) ili vreteno je riba iz porodice Rilaši. Izgled čeljusti je specifičan za ovu ribu, naime ona je duga i šiljasta. Cijelo tijelo je prekriveno ljuskama, a rep mu je dugačak i završava također u šiljak. Oči su velike i izbačene. Živi uglavnom na većim dubinama između 395 – 1700 m, a naraste do 60 cm duljine. Vretence je grabežljivac koji se hrani manjim ribama, crvima, račićima, skoro svime što može uhvatiti.

## Rasprostranjenost
Stanište vretenca su duboke vode od Irske do Zelenortskih otoka u Atlantiku, te po cijelom Mediteranu. Prisutan također kod obala Namibije.

## Napomena
Dosta je česta upotreba imena Dugorepac rilaš za ovu vrstu ribe, iako se radi o potpuno drugoj ribi, čiji jedan bliski rođak Mediteranski dugorepac rilaš živi i u Jadranu.